# Roth/Kirschenbaum Films
Roth/Kirschenbaum Films (ранее Roth Films) — американская кинокомпания, основанная в 2007 году продюсером Джо Ротом, основателем Revolution Studios.

## История
Джо Рот объявил, что подписал общий контракт с Sony Pictures в октябре 2007 года, когда сделка Revolution Studios с Sony Pictures Entertainment вот-вот закончится.
Первый проект студии, Алиса в Стране чудес собрал 1 миллиард долларов по всему миру.
В 2015 году Джефф Киршенбаум объявил, что покинет Universal Pictures, чтобы присоединиться к Roth Films, которую они переименовали в свое нынешнее название Roth/Kirschenbaum Films.

## Фильмография

### Художественные фильмы

#### 2010-е
| Год                         | Название                       | Режиссёр            | Дистрибьюто                         | Совместное производство | Бюджет         | Кассовые сборы    |
| как Roth Films              | как Roth Films                 | как Roth Films      | как Roth Films                      | как Roth Films | как Roth Films | как Roth Films    |
| --------------------------- | ------------------------------ | ------------------- | ----------------------------------- | --- | -------------- | ----------------- |
| 2010                        | «Алиса в Стране чудес»         | Tim Burton          | Walt Disney Studios Motion Pictures | Walt Disney Pictures The Zanuck Company Team Todd                                                                                                   | $150—200 млн.  | 1 025 467 110 $   |
| 2012                        | «Белоснежка и охотник»         | Руперт Сандерс      | Universal Pictures                  | | $170 млн       | $396 592 829      |
| 2013                        | «Оз: Великий и Ужасный»        | Сэм Рэйми           | Walt Disney Studios Motion Pictures | Walt Disney Pictures Curtis-Donen Productions | $215 млн       | 493 311 825 долл. |
| 2014                        | «Саботаж»                      | Дэвид Эйер          | Open Road Films                     | Albert S. Ruddy Productions Crave Films QED International                                                                                           | $35 млн.       | $17 508 518       |
| 2014                        | «Heaven is for Real»           | Рэндалл Уоллес      | Sony Pictures Releasing             | TriStar Pictures Affirm Films | $12 млн.       | $102 млн.         |
| 2014                        | «Рука на миллион»              | Крейг Гиллеспи      | Walt Disney Studios Motion Pictures | Walt Disney Pictures Mayhem Pictures | $25 млн.       | $38,3 млн.        |
| 2014                        | Малефисента                    | Роберт Стромберг    | Walt Disney Studios Motion Pictures | [[Walt Disney Pictures The Zanuck Company | $180 млн       | $758 539 785      |
| 2015                        | «В сердце моря»                | Рон Ховард          | Warner Bros. Pictures               | Village Roadshow Pictures RatPac-Dune Entertainment COTT Productions Enelmar Productions A.I.E. Spring Creek Pictures Imagine Entertainment Kia Jam | $100 млн       | $93 920 758       |
| 2016                        | «Miracles from Heaven»         | Патрисия Ригген     | Sony Pictures Releasing             | Affirm Films Franklin Entertainment Columbia Pictures TriStar Pictures                                                                              | $14 млн.       | $74 млн.          |
| 2016                        | «Белоснежка и охотник 2»       | Седрик Николя-Троян | Universal Pictures                  | Perfect World Pictures | $115 млн.      | $165 млн.         |
| 2016                        | «Алиса в Зазеркалье»           | Джеймс Бобин        | Walt Disney Studios Motion Pictures | Walt Disney Pictures Team Todd Tim Burton Productions                                                                                               | $170 млн.      | $299 457 024      |
| как Roth/Kirschenbaum Films |                                |                     |                                     | |                |                   |
| 2017                        | «Три икса: Мировое господство» | Ди Джей Карузо      | Paramount Pictures                  | Revolution Studios One Race Films | $85 млн.       | $346 147 658      |
| 2019                        | «Малефисента: Владычица тьмы»  | Йоахим Реннинг      | Walt Disney Studios Motion Pictures | Walt Disney Pictures | $185 млн.      | $491 730 089      |

#### 2020-е
| Год  | Название                                    | Режиссёр                | Дистрибьютор            | Совместное производство                                                  | Бюджет        | Кассовые сборы |
| ---- | ------------------------------------------- | ----------------------- | ----------------------- | ------------------------------------------------------------------------ | ------------- | -------------- |
| 2020 | «Удивительное путешествие доктора Дулиттла» | Stephen Gaghan          | Universal Pictures      | Perfect World Pictures Team Downey                                       | $ 175 млн.    | $250,4 млн.    |
| 2021 | «Соединённые Штаты против Билли Холидей»    | Ли Дэниелс              | Hulu                    | Lee Daniels Entertainment New Slate Ventures Sierra/Affinity             |               |                |
| 2021 | «Форсаж 9»                                  | Джастин Лин             | Universal Pictures      | One Race Films Original Film                                             | $ 200—225 млн | $726,3 млн     |
| 2022 | «Прорваться в НБА»                          | Иеремия Загар           | Netflix                 | Happy Madison Productions SpringHill Entertainment                       | $ 21 млн.     |                |
| 2022 | «Серый человек»                             | Энтони и Джо Руссо      | Netflix                 | AGBO                                                                     | $ 200 млн.    |                |
| 2022 | «Школа добра и зла»                         | Пол Фиг                 | Netflix                 | Feigco Entertainment                                                     |               |                |
| 2023 | «Форсаж 10»                                 | Луи Летерье             | Universal Pictures      | One Race Films Perfect Storm Entertainment Original Film                 | $ 340 млн.    | $714,6 млн.    |
| 2023 | «Кто угодно, но не ты»                      | Уилл Глак               | Sony Pictures Releasing | Columbia Pictures SK Global Fifty-Fifty Films Olive Bridge Entertainment | $ 25 млн.     | $218,8 млн.    |
| 2024 | «Дева и дракон»                             | Хуан Карлос Фреснадильо | Netflix                 |                                                                          |               |                |

#### Предстоящие
| Год  | Название        | Режиссёр           | Дистрибьютор       | Совместное производство |
| ---- | --------------- | ------------------ | ------------------ | ----------------------- |
| 2024 | «Семейное дело» | Ричард Лагравенезе | Netflix            |                         |
| 2026 | «Форсаж 11»     | Луи Летерье        | Universal Pictures |                         |
| TBA  | «Movie Night»   | Джейсон Бейтман    | Netflix            | Aggregate Films         |

### Телевидение
| Год  | Название                 | Создатель             | Сеть               | Совместное производство                                                    | Сезоны | Эпизоды |
| ---- | ------------------------ | --------------------- | ------------------ | -------------------------------------------------------------------------- | ------ | ------- |
| 2020 | «Заговор против Америки» | Дэвид Саймон Эд Бёрнс | HBO                | Annapurna Television Blown Deadline Productions                            | 1      | 6       |
| 2021 | «Panic»                  | Лорен Оливер          | Amazon Prime Video | Glasstown Entertainment Adam Schroeder Entertainment Picrow Amazon Studios | 1      | 10      |